# Bad Brückenau
Bad Brückenau es una ciudad alemana, ubicada en el distrito de Bad Kissingen, en la región administrativa de Baja Franconia, en el Estado federado de Baviera. 
El balneario de aguas termales se encuentra en el valle del río Sinn, en la parte occidental de la cadena montañosa Rhön, 30 km al sur de Fulda.